# Fabbrica Van Nelle
La Fabbrica Van Nelle (in olandese Van Nellefabriek) è stata un insediamento industriale situato sul fiume Schie a Rotterdam, Paesi Bassi. È considerata uno dei più importanti esempi di architettura industriale modernista.